# Col de Néronne
Der Col de Néronne ist ein 1242 Meter hoher Gebirgspass im französischen Zentralmassiv. Er befindet sich in der Region Auvergne-Rhône-Alpes im Département Cantal und liegt in den Monts du Cantal nordwestlich des Puy Mary (1783 m). Die Straße führt über die D680 von Salers über den Pass, ehe der höhere Pas de Peyrol (1589 m) erreicht wird. Alternativ kann die Passhöhe auch über die schmale D37 erreicht werden, die Le Falgoux mit Saint-Paul-de-Salers verbindet.

## Auffahrten
Die am besten ausgebaute Auffahrt ist jene der D680, die ihren Ausgangspunkt im westlichen Salers hat. Der rund 9 Kilometer lange Anstieg weist eine durchschnittliche Steigung von etwa 3,5 % auf, wobei die Straße auf geradem Weg entlang eines Bergkammes verläuft, von dem man eine schöne Aussicht auf das darunter liegende Tal hat. Der Großteil des Anstieges befindet sich in offenem Terrain.
Eine weitere Auffahrtsmöglichkeit bildet die schmalere D37, die aus westlicher Richtung parallel zur D680 im Tal verläuft. Der Anstieg beginnt im tiefer gelegenen Saint-Paul-de-Salers und weist auf einer Länge von 10,8 Kilometern eine durchschnittliche Steigung von 4,6 % auf. Die ersten siebeneinhalb Kilometer verlaufen bei relativ geringen Steigungsprozenten, wobei kurz vor Le Couderc ein etwas steilerer Abschnitt erfolgt. Nach Lesmaronies beginnt die Straße deutlich steiler anzusteigen und führt auf den letzten dreieinhalb Kilometern mit rund 6,5 % über drei Kehren auf die Passhöhe.
Aus nördlicher Richtung beginnt der Anstieg der D37 in Le Falgoux, wobei die Straße bereits zuvor auf der D12 entlang der Mars leicht ansteigt. Mit einer durchschnittlichen Steigung von 9,1 % auf einer Länge von 3,8 Kilometern ist diese Auffahrt die anspruchsvollste. Die enge kurvenreiche Auffahrt befindet sich in dicht bewaldetem Gebiet und mündet bei der Passhöhe in die D680.
Weiters kann auch das restliche Stück der D12 befahren werden, um von Le Falgoux auf die Passhöhe zu gelangen. Nach zwei flachen Kilometern folgen 5,5 steilere Kilometer mit einer durchschnittlichen Steigung von 5,6 %, ehe die D680 im Osten der Passhöhe erreicht wird. Um zu dem Pass zu gelangen, muss man nun rechts abbiegen und die letzten vier flachen Kilometer in Fahrtrichtung Westen zurücklegen.

## Radsport
Im Rahmen der Tour de France wurde der Col de Néronne bislang viermal überquert. Die erste Auffahrt erfolgte im Jahr 1959 auf der 14. Etappe, die von Aurillac nach Clermont-Ferrand führte. Damals wurde der Anstieg von Salers über die D680 befahren, ehe es weiter auf den höheren Pas de Peyrol (1589 m) ging.
Die erste Bergwertung auf dem Col de Néronne erfolgte im Jahr 2004, wobei die Strecke im Anschluss erneut auf den Pas de Peyrol führte. Vor dem Flachstück der D680 wurde eine Bergwertung der 2. Kategorie abgenommen, die sich der Franzose Richard Virenque sicherte. Im Jahr 2016 wurde dieselbe Auffahrt als Bergwertung der 3. Kategorie klassifiziert.
Im Jahr 2020 erfolgte auf der 13. Etappe erstmals die anspruchsvollere Nordauffahrt von Le Falgoux über die D37. Der 3,8 Kilometer lange Anstieg wies eine durchschnittliche Steigung von 9,1 % auf und galt als Bergwertung der 2. Kategorie. Zudem wurde auf der Kuppe ein Bonussprint ausgetragen, der Zeitbonifikationen für das Gesamtklassement brachte. Nachdem der Col de Néronne elf Kilometer vor dem Ziel passiert worden war, ging es auf den Pas de Peyrol, wo eine Bergankunft abgehalten wurde.
Im Rahmen der Tour de France 2024 führte die Strecke der 11. Etappe erneut über den Col de Néronne, wobei erneut die anspruchsvolle Nordauffahrt genutzt wurde. Im Anschlusswurden der Pas de Peyrol, Col du Pertus und Col de Font de Cère überquert, ehe das Ziel in Le Lioran erreicht wurde.
| Jahr | Etappe     | Bergwertung  | Fahrer                | Auffahrt         |
| ---- | ---------- | ------------ | --------------------- | ---------------- |
| 2004 | 10. Etappe | 2. Kategorie | Richard Virenque      | West (über D680) |
| 2016 | 5. Etappe  | 3. Kategorie | Thomas De Gendt       | West (über D680) |
| 2020 | 13. Etappe | 2. Kategorie | Maximilian Schachmann | Nord (über D37)  |
| 2024 | 11. Etappe | 2. Kategorie | Ben Healy             | Nord (über D37)  |